# Route nationale 334a
La route nationale 334A, ou RN 334A, était une route nationale française reliant Roye à Vrély via Goyencourt et Rouvroy-en-Santerre. À la suite de la réforme de 1972, la RN 334A a été déclassée en RD 34.